# Ethope henrici
Ethope henrici är en fjärilsart som beskrevs av Holland 1887. Ethope henrici ingår i släktet Ethope och familjen praktfjärilar. Inga underarter finns listade i Catalogue of Life.